# Mélypont érzés
A Mélypont érzés (nemzetközi címén Beyond Rock Bottom) egy 2024-ben bemutatott magyar dokumentumfilm, amelyet Miklós Ádám rendezett. A film két fiatal szerhasználó, Boróka és Szilveszter felépülésének első másfél évét követi nyomon, akik a budapesti Megálló Csoport Alapítvány támogatásával próbálnak megszabadulni függőségeiktől

## Történet
A dokumentumfilm Boróka, egy nehéz családi háttérrel rendelkező gimnazista lány, és Szilveszter, egy fiatal férfi történetét meséli el, aki saját szexualitásával küzd. Mindketten a Megálló Csoport Alapítvány foglalkozásain vesznek részt, ahol innovatív terápiás módszerekkel, például sziklamászással segítik őket a felépülésben. A film bemutatja, hogyan szembesülnek múltjuk traumáival, és hogyan keresnek támogatást, megbocsátást és önelfogadást a gyógyulás útján.

## Stáb
- Rendező: Miklós Ádám
- Producer: Száki Adrián
- Forgatókönyvíró: Miklós Ádám
- Társíró: Száki Adrián
- Operatőr: Miklós Ádám
- Vágó: Miklós Ádám
- Zene: Sperling Andor
- Gyártó: Arrabona Studio, a Megálló Csoport Alapítvány közreműködésével[2][3]
- Forgalmazó: Vertigo Média

## Bemutató és fogadtatás
A film világpremierje a 40. Varsói Nemzetközi Filmfesztiválon volt 2024-ben, ahol a zsűri külön elismerésben részesítette a film emberi megközelítését és mély empátiáját.  Magyarországon először a Verzió Nemzetközi Emberi Jogi Dokumentumfilm Fesztiválon vetítették, majd 2024. december 5-én került a mozikba.

## Díjak és elismerések
2024: Külön elismerés (Special Mention) – Varsói Nemzetközi Filmfesztivál

## Kritikai fogadtatás
A kritikusok pozitívan értékelték a filmet, kiemelve annak érzékeny megközelítését és a szereplők hiteles bemutatását. Az Index.hu szerint a film "rámutat a függőség körülményeire" és a "valódi szeretet és elfogadás" fontosságára a gyógyulás folyamatában. 

## =Hivatkozások
1. ↑  Mélypont érzés a PORT.hu-n (magyarul)
2. ↑  Mélypont érzés az IMDb-n
3. ↑  Mélypont érzés (film, 2024) | Kritikák, videók, szereplők | MAFAB.hu. www.mafab.hu. (Hozzáférés: 2025. május 13.)
4. ↑  Díjazták a Mélypont érzés-t Varsóban. NFI. (Hozzáférés: 2025. május 13.)
5. ↑  Különdíjat nyert a Mélypont érzés a Varsói Filmfesztiválon. HVG Kiadó Zrt, 2024. október 24. (Hozzáférés: 2025. május 13.)
6. ↑  Alvarez, Péter: Maradj csak szenvedő, irányítható és gyermek. index.hu, 2024. november 21. (Hozzáférés: 2025. május 13.)
7. ↑  „Varázslatos, de nehéz is látni, hogy valaki, akit már ennyire szeretsz, rohan be sírva az erdőbe, te meg ott vagy kamerával a kezedben”. HVG Kiadó Zrt, 2025. január 8. (Hozzáférés: 2025. május 13.)